# 평해초등학교
평해초등학교는 대한민국 경상북도 울진군 평해읍 평해리에 있는 공립 초등학교다.

## 학교 연혁
- 1912년 4월 15일 평해공립보통학교(4년제) 개교(설립인가 3월 6일)
- 1922년 4월 14일 현위치로 이전
- 1923년 4월 1일 6년제 인가
- 1981년 3월 1일 병설유치원 인가
- 1996년 3월 1일 평해초등학교로 교명 변경
- 1999년 9월 1일 해동분교장 본교에 통합
- 2014년 11월 21일 다목적 강당 개관식
- 2016년 3월 1일 제43대 황용석 교장 부임
- 2017년 2월 10일 제102회 졸업(남: 11명, 여: 2명 계 13명)
- 2025년 3월 1일 월송초등학교 통폐합

## 참고 자료
- 평해초등학교 - 한국교육학술정보원 학교알리미